# دينزل فالنتاين
دينزل فالنتاين (بالإنجليزية: Denzel Valentine)‏ مواليد 16 نوفمبر 1993، هو لاعب كرة سلة أمريكي ويحمل الرقم 45. يبلغ طوله 6 قدم 5 بوصة (2.0 م). مثّل منتخب بلاده.

## روابط خارجية
- دينزل فالنتاين على موقع إن بي أي (الإنجليزية)
- دينزل فالنتاين على موقع سبورتس رفرنس (الإنجليزية)
- دينزل فالنتاين على موقع كرة السلة الأوروبية.كوم (الإنجليزية)
- دينزل فالنتاين على موقع DraftExpress.com (الإنجليزية)
- دينزل فالنتاين على موقع إي إس بي إن.كوم (الإنجليزية)
- دينزل فالنتاين على موقع كلية كرة السلة في سبورتس رفرنس.كوم (الإنجليزية)
- دينزل فالنتاين على موقع ريلجم (الإنجليزية)
- دينزل فالنتاين على موقع بروبوليرز (الإنجليزية)
- دينزل فالنتاين على موقع سبورتس رفرنس (الإنجليزية)
- دينزل فالنتاين على موقع سبورتس رفرنس (الإنجليزية)